# 長野ひろ子
長野 ひろ子（ながの ひろこ、1949年 - ）は、日本の経済史・ジェンダー史学者。中央大学名誉教授。

## 来歴
1949年茨城県生まれ。1971年東京教育大学文学部史学科卒、78年同大学院文学研究科博士課程満期退学。1988年「幕藩制国家の経済構造」で中央大学より経済学博士の学位を取得。1979年中央大学経済学部助手、82年専任講師、84年助教授、93年教授。2001-06年同経済研究所長。2018年退職。名誉教授。

## 著書
- 『幕藩制国家の経済構造』吉川弘文館 1987
- 『日本近世ジェンダー論―「家」経営体・身分・国家』吉川弘文館 2003 ISBN　9784642033800。オンデマンド版,2021　ISBN　	9784642733809
- 『ジェンダー史を学ぶ』吉川弘文館 2006 ISBN　9784642079693
- 『明治維新とジェンダー  変革期のジェンダー再構築と女性たち』明石書店 2016

### 共編著
- 『ジェンダーで読み解く江戸時代』桜井由幾, 菅野則子共編著 三省堂 2001
- 『エスニシティ・ジェンダーからみる日本の歴史』黒田弘子共編著 吉川弘文館 2002 ISBN　9784642077866
- 『日本近代国家の成立とジェンダー』氏家幹人, 桜井由幾, 谷本雅之共編著 柏書房 2003
- 『経済と消費社会』松本悠子共編著 明石書店 ジェンダー史叢書 2009
- 『歴史教育とジェンダー 教科書からサブカルチャーまで』姫岡とし子共編著　青弓社ライブラリー 2011
- 『歴史を読み替える　ジェンダーから見た日本史』久留島典子, 長志珠絵共編著　大月書店2015

### 翻訳
- サビーネ・フリューシュトゥック, アン・ウォルソール編著『日本人の「男らしさ」―サムライからオタクまで「男性性」の変遷を追う』監訳 内田雅克, 長野麻紀子, 粟倉大輔訳 明石書店 2013